# Wilhelm von Humboldt
Friedrich Wilhelm Christian Karl Ferdinand von Humboldt (Potsdam, 22 de juny de 1767 - Tegel, 8 d'abril de 1835)fou un erudit, conegut especialment per les seves contribucions en el camp de la lingüística. Com a filòsof, defensà el liberalisme il·lustrat. El seu germà Alexander fou un destacat explorador i naturalista.

## Biografia
Wilhelm von Humboldt va néixer el 1767 a Potsdam. Wilhelm i el seu germà Alexander, geògraf i etnògraf, eren fills del segon matrimoni del tresorer reial Alexander Georg von Humboldt que morí quan Wilhelm encara no tenia 12 anys. Segons la tradició familiar la carrera a què els dos germans estaven destinats era l'Administració i així Wilhelm es dedicaria a la jurisprudència i Alexander a les finances.
L'educació dels dos germans es va desenvolupar immersa en l'esperit de Rousseau i la filantropia i fent-se seves les idees de la Il·lustració i també les de la Revolució Francesa que va exercir en ells una gran influència.
Wilhelm a l'edat de tretze anys ja parlava grec, llatí i francès, més tard va aprendre anglès, espanyol, basc, hongarès, txec i lituà.
El gener de 1789 Wilhelm va entrar a treballar a l'administració de Prússia com a advocat del Tribunal de Comptes de Berlín, lloc que abandonaria un any més tard pel seu escepticisme respecte a l'absolutisme i a l'exercici del poder de l'Estat, ja que, a la seva obra sobre la instrucció pública de l'Estat, ja marca els estrets límits a l'Estat: protegir als ciutadans en l'àmbit interior i defensar-los dels atacs de l'exterior. Humboldt preconitzava la major llibertat possible per a l'ésser humà i que pogués desenvolupar adequadament la seva pròpia individualitat.
El 1794 s'incorpora al servei diplomàtic de Weimar, en què va travar amistat amb Wolfgang Heribert von Dalberg, Goethe, Friedrich von Schiller i els germans Schlegel.
Després de la mort de la seva mare, el 1796, tant Wilhelm com Alexander disposaven d'un quantiós patrimoni que els va permetre emprendre llargs viatges culturals o d'investigació. Wilhelm es dedicà a una major comprensió de l'ésser humà i de la seva naturalesa interior. Amb la intenció d'investigar el desenvolupament de les llengües el 1799 creua els Pirineus amb la seva família i viatja per terres basques per estudiar l'eusquera, des de Vitòria continuen ruta fins a Madrid i a l'Escorial és rebut pels reis, resideix dos mesos a Madrid relacionant-se amb el món artístic i intel·lectual abans de conèixer el sud d'Espanya i tornar per la costa de llevant fins a Barcelona.
L'estudi d'una llengua viva tan antiga i a la vegada vinculada a la idiosincràsia d'un poble li provoca un gran impacte i el 1801 tornarà al País Basc. Una vegada allà desenvoluparà la teoria que l'eusquera és la llengua més antiga d'Europa i que el poble basc és el representant lingüístic més antic de les poblacions primitives de la Ibèria precèltica. La filologia comparada i l'estudi dels caràcters nacionals seran des d'aleshores objecte de la seva investigació.
El 1802 va entrar novament a l'administració prussiana com a ambaixador davant la Santa Seu. Aquest funció li va permetre seguir profunditzant en la història i en la cultura de l'antiga Grècia i de la Roma clàssica.
El 28 de febrer de 1809 acceptà la direcció del departament de cultura i ensenyament del Ministeri d'Interior on exercir una direcció col·legiada. A Wilhelm von Humboldt li corresponia establir les bases d'unes noves directrius educatives a Prússia. «L'educació ha de limitar-se a formar éssers humans i no a determinats tipus de ciutadans». El seu projecte era que les escoles fossin finançades exclusivament per la nació ja que es tractava de constituir un fons que permetés finançar les escoles i pagar als docents amb independència del govern i de les circumstàncies. Aquesta idea es desenvolupà en una carta a Nicolovius: «l'educació és competència de la nació i hem de preparar-nos, amb cautela, per a poder prescindir de l'ajuda estatal per garantir cada vegada més el suport a la nació».
El procés educatiu estava establert en tres etapes naturals i Humboldt va proposar tres tipus d'escoles diferents: l'ensenyament elemental, l'ensenyament de secundària i l'ensenyament universitari. L'escola elemental havia de constituir la base de les etapes posteriors. L'ensenyament de secundària s'havia d'organitzar de forma que fos una base general que ningú pogués menysprear i a partir del qual es pugui construir tota la resta. I l'ensenyament universitari es caracteritzava per sumar l'ensenyament i la investigació; la llibertat de la ciència i l'autonomia del cos docent eren les premisses en què es basava el model universitari de Humboldt. Va aconseguir fer realitat la Universitat de Berlín obtenint els mitjans financers i l'edifici, l'antic palau del príncep Heinrich a l'avinguda «Unter den Linden».
Els seus estudis científics es van estendre a les llengües indígenes d'Amèrica, el copte, l'antic Egipte, el xinès, el japonès i el sànscrit.
Ambaixador a Àustria (1810), fou un dels signants del tractat de Paris de 1814 i va presentar el príncep Hardenberg al congrés de Viena (1814 - 1815). Va redactar la Constitució de la Confederació Germànica. Enemistat amb Hardenberg, fou ambaixador a Londres. Ministre d'assumptes comunals i elementals (1819), la seva repulsa als acords de Karlsbad va provocar la seva destitució aquell mateix any.
Retirat des de llavors al seu castell de Tegel, es va dedicar a la lingüística i va escriure La diversitat de l'estructura lingüística i la seva influència en el desenvolupament intel·lectual de la humanitat.
L'abril de 1835 mor a Berlín a l'edat de 67 anys.

## Estudis lingüístics
Humboldt és considerat el pare de la teoria lingüística, va popularitzar una tipologia tripartida de les llengües: aïllants, aglutinants i flexives, segons l'estructura dominant de la paraula com a unitat gramatical; i destacà el llenguatge com a forma social, com un ens comunicatiu però també com vehicle de la percepció i enteniment humà, ja que la llengua mai és estat (ergon), sinó energia, principi actiu i generatriu pel que l'home no només es comunica amb els seus semblants sinó que també percep el món i la realitat (Weltansicht).
Per a Humboldt la llengua es troba íntimament lligada amb l'intel·lecte, és molt més que un codi de signes de comunicació i es reafirma com a manera de comprensió i percepció de la realitat que lliga des del passat més remot fins als nostres dies garantint l'esdevenir d'uns valors culturals i de la comunitat-nació. La llengua no representa mai els objectes sinó els conceptes que d'ells es forma l'esperit espontàniament al crear el llenguatge. Així que en cada una de les llengües es troba inscrita una manera
peculiar d'entendre el món. Segons la filosofia antropològica de Humboldt el llenguatge és l'origen de tot. La llengua és una activitat orgànica, viva i històrica. Tota llengua es caracteritza per una forma lingüística interior, expressió de la concepció del món, pròpia de la nació que parla a través d'ella. La base articulatòria de la parla és comú a tots els humans, però el so
només serveix com a material passiu per a l'estructura o constitució formal de la llengua, la innere Sprachform, és l'estructura semàntica i gramatical d'una llengua, incorporant elements, models, i regles imposats sobre la matèria primera de la parla.
Humboldt considerava que la llengua condiciona el pensament i que està íntimament lligada al "caràcter nacional"; és a dir, cada comunitat o nació veu el món d'una determinada manera, que codifica en el seu idioma; quan una persona aprèn aquella llengua, incorpora també aquella cosmovisió, no pot pensar d'una altra manera perquè la llengua estableix i fixa els conceptes, disseca la realitat d'una manera concreta i única.
Va estudiar moltes llengües, entre les quals el basc, el sànscrit o la llengua kawi de Java; va establir els tipus de llengües i creà, així, la tipologia lingüística, i va contribuir al Lingüística comparada que esdevindria imperant al llarg del s. XIX.
Humboldt ha estat reivindicat per molts autors, sobretot a Alemanya, i en especial per Coseriu. Noam Chomsky va reivindicar Humboldt com un dels seus antecedents, cosa que ha estat molt contestada per diferents lingüistes i historiadors humboldtians.

## Obres
El 1792 escriu Idees sobre els límits de la realitat de l'Estat on defensa les llibertats de l'individu. Defensa que cada persona, en la mesura de les seves necessitats i de les seves inclinacions, limitada únicament per la seva capacitat, pugui desenvolupar adequadament la seva pròpia individualitat.
La part relativa a l'educació fou publicada el desembre de 1792, a la revista Berlinische Monatsschift sota el títol Über
öffentlinche Staatserziehung.
El 1803 publica l'assaig Montserrat bei Barcelona, on s'interessa pel fenomen eremític.
El 1820, sobre l'estudi comparat de les llengües en relació amb les distintes èpoques del desenvolupament del llenguatge.
El 1822 Sobre l'origen de les formes gramaticals i la seva influència sobre el desenvolupament de les idees i sobre la tasca de l'historiador. En la seva obra sobre la llengua kawi de l'illa de Java (1830-35) s'inclou el famós assaig La diversitat de l'estructura lingüística i la seva influència en el desenvolupament intel·lectual de la humanitat. Els dos pols tipològics són el xinés i el sànscrit, la llengua analítica o aïllant més pura i la llengua flexiva més pura. La preferència de Humboldt eren les llengües flexives, aquelles que les variants de la forma gramatical de la paraula suposen o canvis interns de l'arrel o unió d'afixos a la paraula. Humboldt divideix també les estructures de l'oració en tres tipus: les que, com el xinès, no tenen vincles visibles entre les paraules; les que, com el sànscrit, les formes de les paraules assenyalen relacions gramaticals i les llengües
ameríndies, que l'estructura essencial de l'oració està incorporada a una sola paraula.